# Evansiella cordela
Evansiella cordela är en fjärilsart som beskrevs av Carl Plötz 1882. Evansiella cordela ingår i släktet Evansiella och familjen tjockhuvuden. Inga underarter finns listade i Catalogue of Life.